# Feuerwehr Ratingen
Die Feuerwehr Ratingen mit Sitz in der Hauptfeuer- und Rettungswache im Voisweg 1–5 in Ratingen ist verantwortlich für den vorbeugenden Brandschutz, die Technische Hilfeleistung, die Brandbekämpfung und den Rettungsdienst in der Stadt Ratingen sowie Teilen der Bundesautobahn 3, Bundesautobahn 44, Bundesautobahn 52, Bundesautobahn 524 und dem Autobahnkreuz Breitscheid sowie der Angertalbahn. Sie bildet das Amt 37 und besteht aus einer Berufsfeuerwehr (BF) und einer Freiwilligen Feuerwehr (FF). Die Jugendfeuerwehr sowie die Alters- und Ehrenabteilung sind der Freiwilligen Feuerwehr angegliedert.

## Geschichte
Eine erste nachgewiesene Bürgerlöschgruppe war die 1869 gegründete Bürgerfeuerwehr unter Beteiligung der Turnerfeuerwehr im damaligen Homberg (bei Ratingen). Am 3. Februar 1872 wurde der Turn- und Feuerwehrverein Ratingen und am 1. August 1907 eine erste Freiwillige Feuerwehr in Lintorf sowie bis 1937 alle weiteren heute bestehenden Freiwilligen Feuerwehren von Ratingen gegründet. 
Im Jahr 2006 wurde mit dem Bau einer neuen Hauptfeuer- und Rettungswache im Voisweg begonnen. Bis 2007 bestand die Feuerwehr Ratingen aus einer Freiwilligen Feuerwehr mit hauptamtlichen und ehrenamtlichen Kräften. Das Gesetz über den Brandschutz, die Hilfeleistung und den Katastrophenschutz in Verbindung mit der Gemeindeordnung des Landes Nordrhein-Westfalen gibt den Großen kreisangehörigen Städten die Möglichkeit, neben einer Freiwilligen Feuerwehr eine Berufsfeuerwehr einzurichten. Kreisfreie Städte sind hierzu verpflichtet. Im Jahr 2008 wurde die Feuerwehr Ratingen zu einer Berufsfeuerwehr und einer Freiwilligen Feuerwehr mit insgesamt acht Löschzügen umgegliedert. Am 18. September 2009 wurde der 2006 begonnene und etwa 18 Mio. Euro teure Neubau der Hauptfeuer- und Rettungswache offiziell an die Feuerwehr Ratingen übergeben.
Am 10. Juli 2022 beging die Feuerwehr und die Stadt Ratingen einen Festakt zum 150-jährigen Bestehen der Ratinger Feuerwehr.

### Angriff auf Einsatzkräfte im Mai 2023
Am 11. Mai 2023 wurden bei einem Einsatz zu einer „hilflosen Person“, der sich später als gezielter Hinterhalt darstellte, sieben Feuerwehrleute der Feuerwehr Ratingen, von denen zunächst fünf in ein künstliches Koma versetzt werden mussten sowie zwei Polizeibeamte bei einer Explosion lebensgefährlich verletzt. 
Am 13. Mai 2023 fand auf dem Ratinger Marktplatz einer Solidaritätskundgebung von mehr als 800 Menschen statt, die Blumen und Kerzen niederlegten, um ihre Anteilnahme und ihr Mitgefühl für die im Koma liegenden Einsatzkräfte zum Ausdruck zu bringen. 
Das deutsche Chapter des Motorradclubs Blue Knights organisierte für den 22. Juli 2023 eine Sternfahrt um ein Zeichen der Solidarität und des Respekts mit Einsatzkräften zu setzen und Spenden für die verletzten Einsatzkräfte zu sammeln, an der mehrere hundert Motorradfahrer auf über 300 Motorrädern teilnahmen. Die Toten Hosen versteigerten im Juli 2023, zugunsten der verletzten Einsatzkräfte, eine zuvor von der Feuerwehr Düsseldorf zu ihrem Bandjubiläum geschenkte Feuerwehrjacke für mehr als 15.000 Euro. Bis Ende August 2023 sind insgesamt mehr als 700.000 Euro Spenden für die verletzten Einsatzkräfte eingegangen.
Am 24. November 2023 begann der Strafprozess gegen den Angeklagten, dem versuchter Mord in neun Fällen vorgeworfen wird.

## Berufsfeuerwehr
Im Jahr 2008 wurde die hauptamtliche Wache per Ratsbeschluss in eine Wache der Berufsfeuerwehr mit zwei Wachabteilungen umgewandelt. Die Berufsfeuerwehr besteht aus etwa 120 Beamten und Angestellten im aktiven feuerwehrtechnischen Dienst und ist neben dem vorbeugenden Brandschutz, der Technischen Hilfeleistung und der Brandbekämpfung ebenfalls für den Rettungsdienst zuständig. Im Jahr 2009 bezog die Berufsfeuerwehr und der Löschzug 2 der Freiwilligen Feuerwehr die neue Hauptfeuer- und Rettungswache im Voisweg. Dort sind ebenfalls mehrere Rettungswagen (RTW) sowie ein Notarzteinsatzfahrzeug (NEF) stationiert, die von Rettungskräften der Berufsfeuerwehr und einem diensthabenden Notarzt besetzt werden. Weitere Rettungswagen sowie Mehrzweckfahrzeuge sind in den Wachen in Lintorf, Tiefenbroich, Breitscheid und in der Nachbarstadt Heiligenhaus stationiert. Die Feuerwehr Ratingen hat darüber hinaus weitere Facheinheiten aufgestellt, wie beispielsweise einen IuK-Zug (Information und Kommunikation), einen ABC-Zug (Atomare, Biologische und Chemische Gefahren), einen Messzug (ABC-Erkunder) oder einen ZMR (Zug Medizinische Rettung). Das Personal dieser Facheinheiten setzt sich aus Angehörigen der Berufsfeuerwehr sowie der Freiwilligen Feuerwehr zusammen und können zum Teil auf Anforderung gemäß des Einsatzkonzepts des Landes Nordrhein-Westfalen auch überörtlich eingesetzt werden.
Die Alarmierung der Berufsfeuerwehr sowie der Freiwilligen Feuerwehr erfolgt über die Kreisleitstelle Mettmann durch digitale Funkmeldeempfänger.

## Freiwillige Feuerwehr
Derzeit besteht die Freiwillige Feuerwehr aus acht Löschzügen an folgenden Standorten: Ratingen Mitte, Tiefenbroich, Lintorf, Breitscheid, Hösel, Eggerscheidt, Ratingen-Homberg und Schwarzbach. Der Freiwilligen Feuerwehr ist eine Jugendfeuerwehr sowie die Alters- und Ehrenabteilung zugeordnet. Die Jugendfeuerwehr der Freiwilligen Feuerwehr Ratingen wurde am 5. Mai 1990 gegründet und hat ihren Standort beim Löschzug 2 in der Hauptfeuer- und Rettungswache im Voisweg.
| Standort                    | Mitglieder | Gegründet          | Bemerkungen                                                            |
| --------------------------- | ---------- | ------------------ | ---------------------------------------------------------------------- |
| Löschzug 2 Ratingen Mitte   |            |                    | Standort des ABC-Zugs und Zug Medizinische Rettung                     |
| Löschzug 3 Tiefenbroich     | 51         | 23. September 1911 | Teil des Messzugs Kreis Mettmann                                       |
| Löschzug 4 Lintorf          | 62         | 1. August 1907     | kombinierte Feuer- und Rettungswache, Teil des Messzugs Kreis Mettmann |
| Löschzug 5 Breitscheid      | 30         | 1. März 1937       | Teil des Messzugs Kreis Mettmann                                       |
| Löschgruppe 9 Hösel         | 30         | 8. März 1913       | Bildet mit Löschgruppe Eggerscheidt den Löschzug 6                     |
| Löschgruppe 10 Eggerscheidt | 10         | 18. September 1935 | Bildet mit Löschgruppe Hösel den Löschzug 6                            |
| Löschgruppe Homberg         | 21         | 7. Februar 1913    | Bildet mit Löschgruppe Schwarzbach den Löschzug 7                      |
| Löschgruppe Schwarzbach     | 15         | 27. Januar 1925    | Bildet mit Löschgruppe Homberg den Löschzug 7                          |

## Amtsleitung
Bis 2024 war René Schubert Amtsleiter der Feuerwehr Ratlingen. Ihm folgte Markus Feier.